# Dragan Šakota
Pour les articles homonymes, voir Sakota.
Dragan Šakota, né le 16 juin 1952 à Belgrade, est un entraîneur serbe de basket-ball.
Il est le père du joueur grec de basket-ball Dušan Šakota.

## Carrière

### Joueur
- 1972-1983 :  IMT Belgrade

### Entraîneur
- 1983-1988 :  IMT Belgrade
- 1988-1989 :  KK Zadar
- 1989-1990 :  Cibona Zagreb
- 1990-1991 :  PAOK Salonique
- 1992-1993 :  Apóllon Pátras
- 1993-1994 :  Iraklis Salonique
- 1994-1995 :  PAOK Salonique
- 1995-1997 :  Peristéri Athènes
- 1998-2000 :  Iraklis Salonique
- 2000-2001 :  Aris Salonique
- 2001-2003 :  AEK Athènes
- 2003-2004 :  Olympiakos
- 2005-2007 :  Étoile rouge de Belgrade
- 2008 :  Fortitudo Bologne
- 2010-2011 :  Trabzonspor
- 2011-2012 :  Antalya BB
- 2014-2016 :  AEK Athènes
- 2017-2018 :  AEK Athènes
- 2019-2020 :  Étoile rouge de Belgrade[1]
- 2022 :  Basket Saragosse 2002
- 2022-2023 :  Pallacanestro Reggiana
- 2023-2024 :  New Basket Brindisi
- depuis 2024 :  AEK Athènes

### Sélection nationale
- 1989-1990 : entraîneur adjoint de l'équipe de Yougoslavie
- 1999 : entraîneur adjoint de l'équipe de Yougoslavie
- 2004-2005 : entraîneur adjoint de l'équipe de Serbie-Monténégro
- 2006 : sélectionneur de l'équipe de Serbie-Monténégro

## Palmarès

### Club
- Vainqueur de la Ligue des champions 2017-2018 avec l'AEK Athènes
- Vainqueur de la Coupe de Grèce 2018 avec l'AEK Athènes
- Vainqueur de la Coupe de Serbie en 2006 avec l'Étoile rouge de Belgrade
- Champion de Grèce en 2002 avec l'AEK Athènes
- Vainqueur de la Coupe des coupes 1991 avec le PAOK Salonique[1]

### Sélection nationale
- championnat du monde masculin de basket-ball
  - 8e de finale du championnat du monde 2006 au Japon